# 2005年のNBAドラフト
2005年のNBAドラフトは、2005年度のNBAドラフト。2005年6月28日、アメリカ合衆国・ニューヨークに所在するマディソン・スクエア・ガーデンで開催された。
ユタ・ジャズが全体6位と全体27位指名権をポートランド・トレイルブレイザーズにトレードし、全体3位指名権をトレードアップで獲得した。

## ドラフト指名

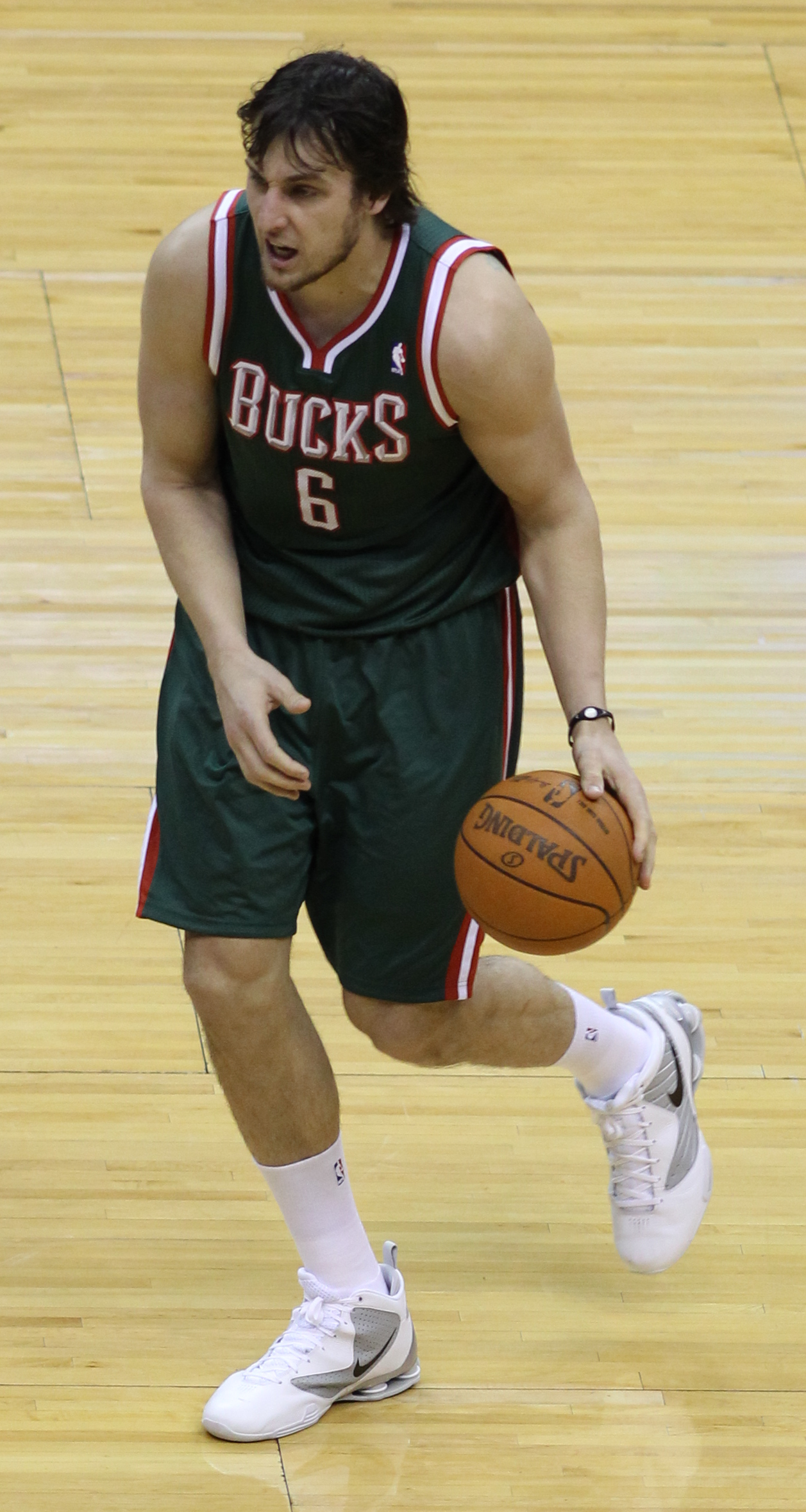
アンドリュー・ボーガットは全体1位でミルウォーキー・バックスから指名された

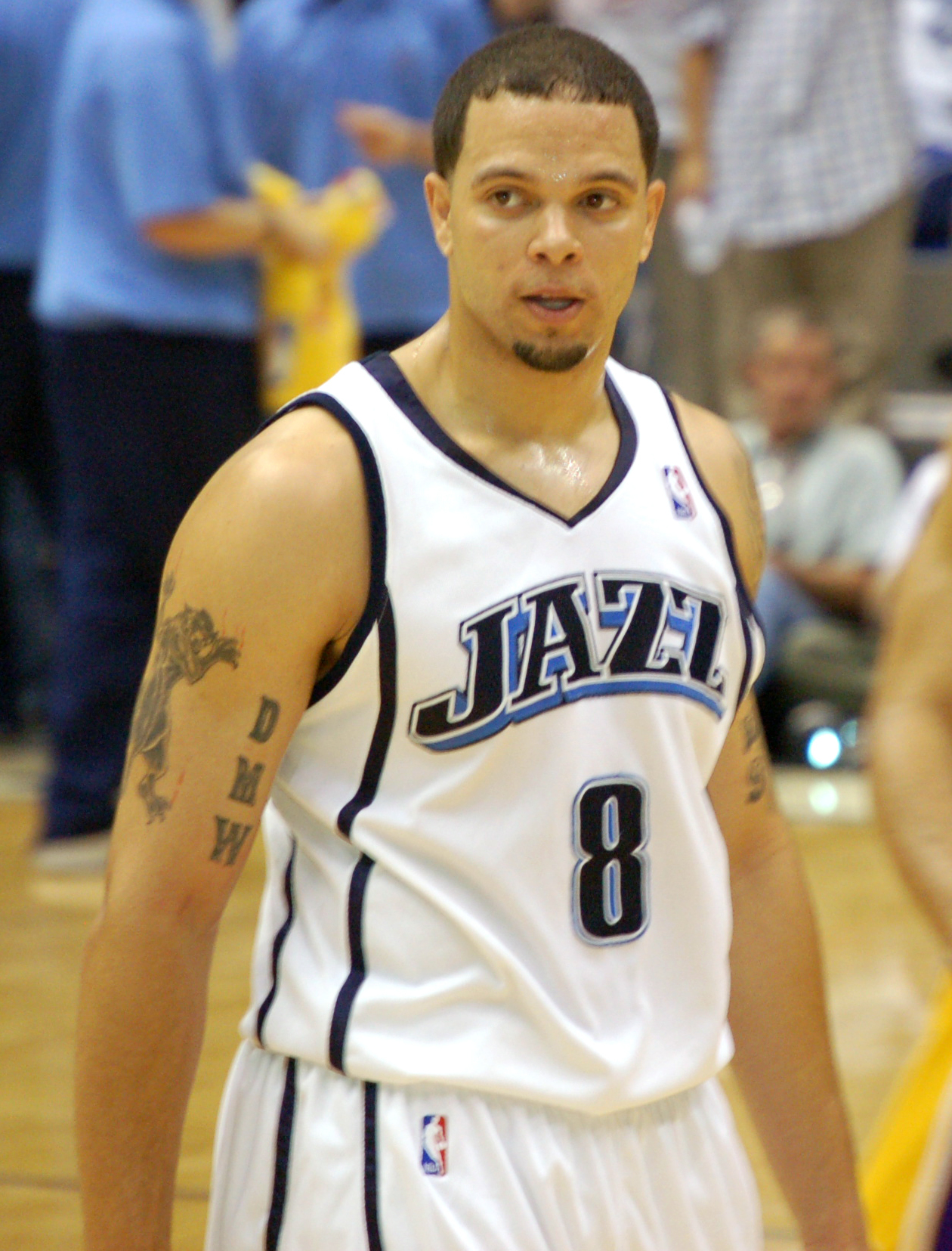
デロン・ウィリアムズは全体3位でユタ・ジャズに指名された

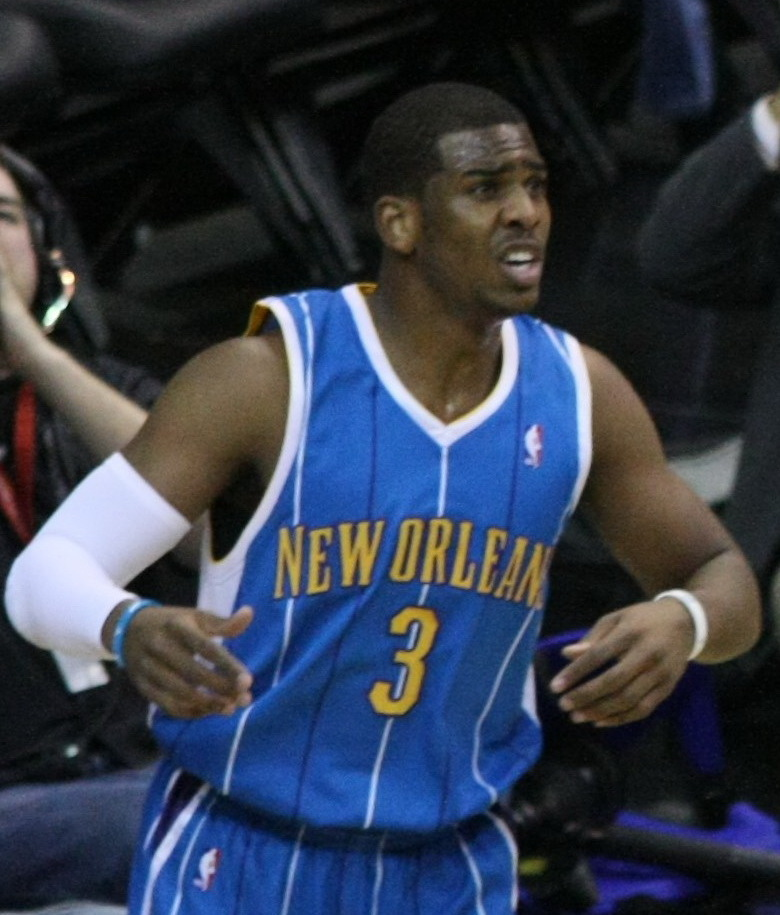
クリス・ポールは全体4位でニューオーリンズ・ホーネッツに指名された

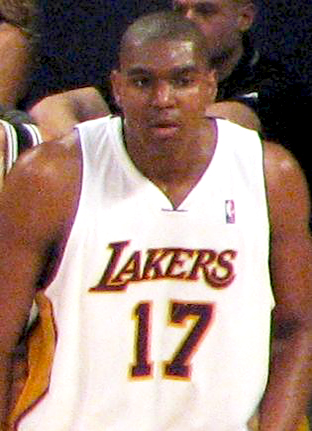
アンドリュー・バイナム全体10位でロサンゼルス・レイカーズに指名された

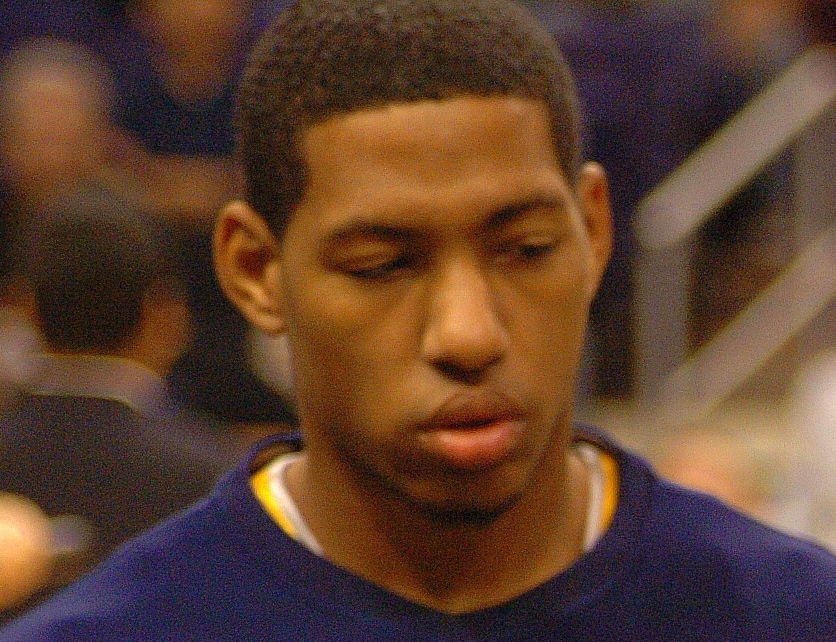
ダニー・グレンジャーは全体17位でインディアナ・ペイサーズに指名された

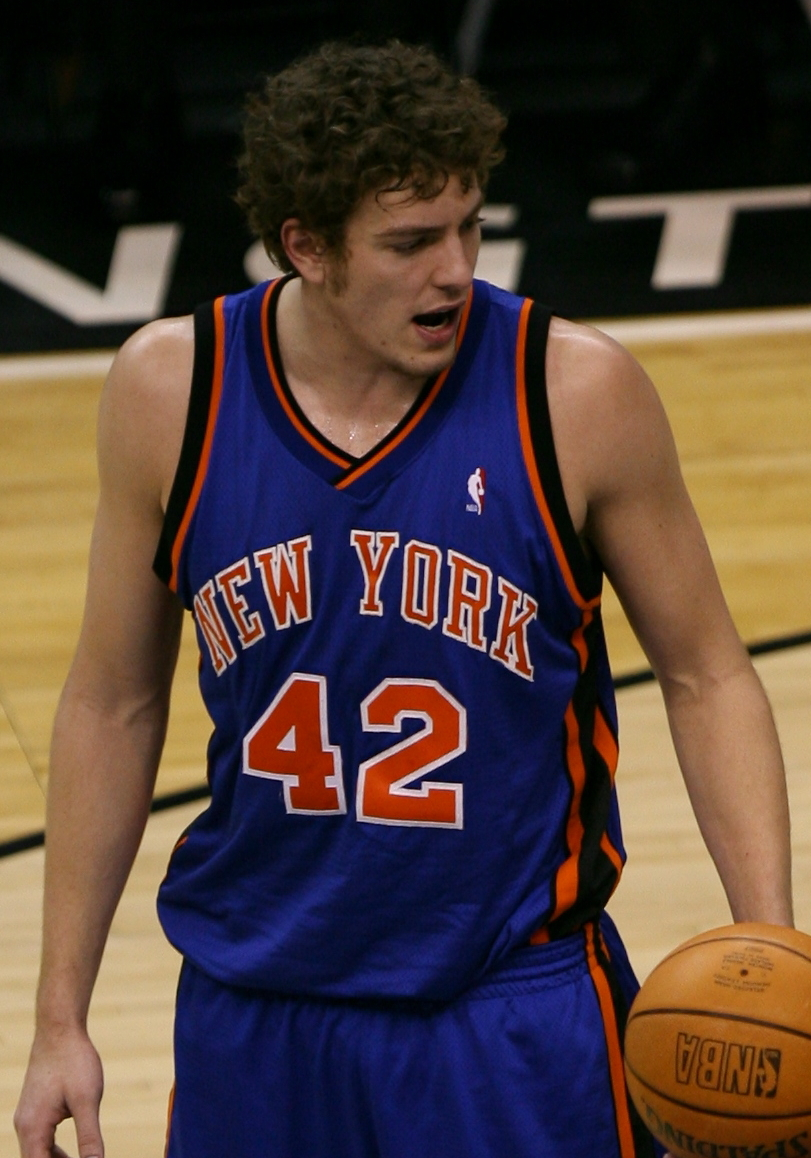
デビッド・リーは全体30位でニューヨーク・ニックスに指名された

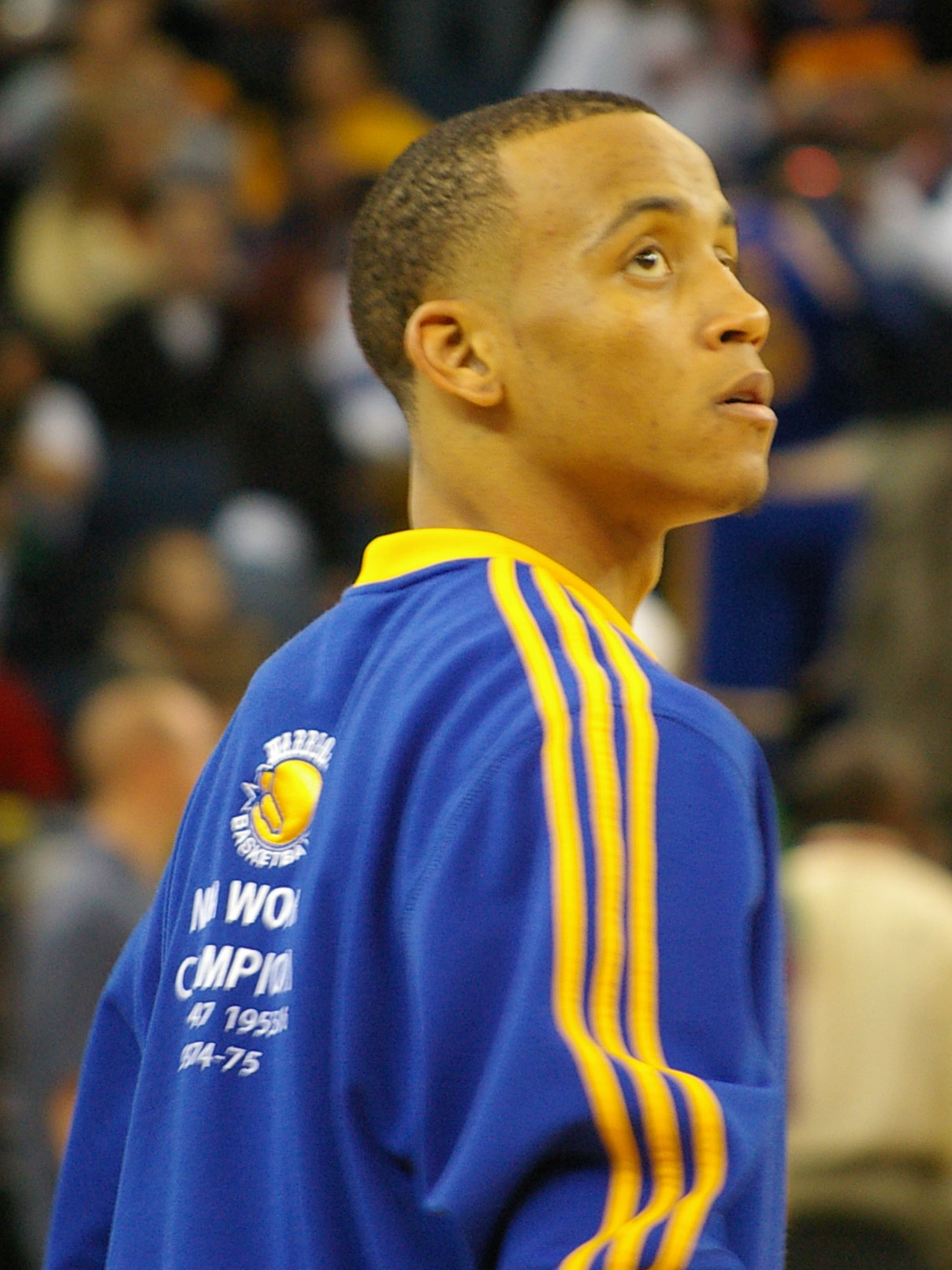
モンタ・エリスは全体40位でゴールデンステート・ウォリアーズに指名された

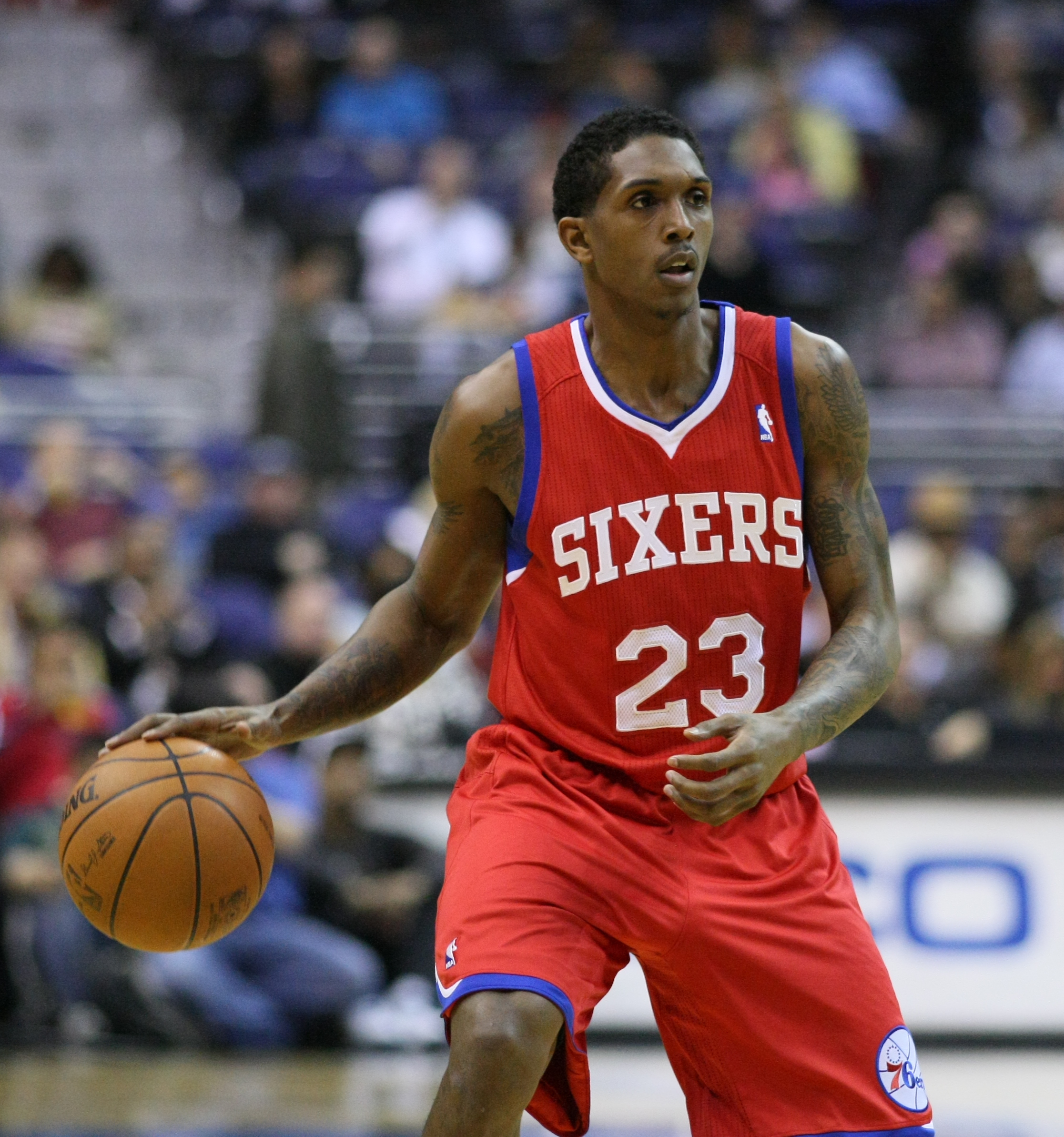
ルー・ウィリアムズは全体45位でフィラデルフィア・76ersに指名された

| PG | ポイントガード | SG | シューティングガード | SF | スモールフォワード | PF | パワーフォワード | C | センター |

| * | バスケットボール殿堂入り      |
| ^ | 現役プレーヤー                |
| S | NBAオールスター               |
| A | オールNBAチーム               |
| R | NBAオールルーキーチーム       |
| D | NBAオールディフェンシブチーム |
| C | NBAチャンピオン               |
| F | ファイナルMVP                 |
| # | NBAでのプレー経験なし         |
| M | シーズンMVP                   |

### 1巡目
| 指名順 | 選手名                   | ポジション | 経歴    | 国籍           | 指名チーム                                                                                 | 出身校など                                              |
| ------ | ------------------------ | ---------- | ------- | -------------- | ------------------------------------------------------------------------------------------ | ------------------------------------------------------- |
| 1      | アンドリュー・ボーガット | C/PF       | A R D C | オーストラリア | ミルウォーキー・バックス                                                                   | ユタ大学                                                |
| 2      | マーヴィン・ウィリアムス | SF         |         | アメリカ合衆国 | アトランタ・ホークス                                                                       | ノースカロライナ大学                                    |
| 3      | デロン・ウィリアムズ     | PG         | S A R   | アメリカ合衆国 | ユタ・ジャズ(元はブレイザーズの指名権)                                                     | イリノイ大学                                            |
| 4      | クリス・ポール           | PG         | S A R D | アメリカ合衆国 | ニューオーリンズ・ホーネッツ                                                               | ウェイクフォレスト大学                                  |
| 5      | レイモンド・フェルトン   | PG         | R       | アメリカ合衆国 | シャーロット・ボブキャッツ                                                                 | ノースカロライナ大学                                    |
| 6      | マーテル・ウェブスター   | SG         |         | アメリカ合衆国 | ポートランド・トレイルブレイザーズ(元はジャズの指名権)                                     | Seattle Preparatory School （ワシントン州)              |
| 7      | チャーリー・ビラヌエバ   | PF         | R       | アメリカ合衆国 | トロント・ラプターズ                                                                       | コネチカット大学                                        |
| 8      | チャニング・フライ       | PF/C       | R C     | アメリカ合衆国 | ニューヨーク・ニックス                                                                     | アリゾナ大学                                            |
| 9      | アイク・ディオグ         | PF         |         | アメリカ合衆国 | ゴールデンステート・ウォリアーズ                                                           | アリゾナ州立大学                                        |
| 10     | アンドリュー・バイナム   | C          | S A C   | アメリカ合衆国 | ロサンゼルス・レイカーズ                                                                   | セント・ジョセフ高校 (ニュージャージー州)               |
| 11     | フラン・バスケス         | PF         | #       | スペイン       | オーランド・マジック                                                                       | CBマラガ (スペインリーグ)                               |
| 12     | ヤロスラフ・コロレフ     | SF         |         | ロシア         | ロサンゼルス・クリッパーズ                                                                 | PBC CSKAモスクワ (ロシアリーグ)                         |
| 13     | ショーン・メイ           | PF         | C       | アメリカ合衆国 | シャーロット・ボブキャッツキャブスからサンズを経由して)                                    | ノースカロライナ大学                                    |
| 14     | ラシャード・マキャンツ   | SG         |         | アメリカ合衆国 | ミネソタ・ティンバーウルブズ                                                               | ノースカロライナ大学                                    |
| 15     | アントワン・ライト       | SG         |         | アメリカ合衆国 | ニュージャージー・ネッツ                                                                   | テキサスA&M大学                                         |
| 16     | ジョーイ・グラハム       | SF         |         | アメリカ合衆国 | トロント・ラプターズシクサーズからナゲッツとネッツを経由して)                              | オクラホマ州立大学                                      |
| 17     | ダニー・グレンジャー     | F          | S R     | アメリカ合衆国 | インディアナ・ペイサーズ                                                                   | ニューメキシコ大学                                      |
| 18     | ジェラルド・グリーン     | SF/SG      |         | アメリカ合衆国 | ボストン・セルティックス                                                                   | ガルフショアー・アカデミー高校 (テキサス州ヒューストン) |
| 19     | ハキム・ウォリック       | SF         |         | アメリカ合衆国 | メンフィス・グリズリーズ                                                                   | シラキュース大学                                        |
| 20     | ジュリアス・ホッジ       | SG/SF      |         | アメリカ合衆国 | デンバー・ナゲッツウィザーズからマジックを経由して)                                        | ノースカロライナ州立大学                                |
| 21     | ネイト・ロビンソン       | PG         |         | アメリカ合衆国 | フェニックス・サンズ元はブルズの指名権)                                                    | ワシントン大学                                          |
| 22     | ジャレット・ジャック     | PG         |         | アメリカ合衆国 | デンバー・ナゲッツブレイザーズにトレード)                                                  | ジョージア工科大学                                      |
| 23     | フランシスコ・ガルシア   | SG         |         | ドミニカ共和国 | サクラメント・キングス                                                                     | ルイビル大学                                            |
| 24     | ルーサー・ヘッド         | SG         | R       | アメリカ合衆国 | ヒューストン・ロケッツ                                                                     | イリノイ大学                                            |
| 25     | ヨハン・ペトロ           | C          |         | フランス       | シアトル・スーパーソニックス                                                               | EBポー・オルテッズ (フランス)                           |
| 26     | ジェイソン・マキシエル   | PF         |         | アメリカ合衆国 | デトロイト・ピストンズ                                                                     | シンシナティ大学                                        |
| 27     | リナス・クレイザ         | PF         |         | リトアニア     | ポートランド・トレイルブレイザーズマーベリックスからジャズを経由して) (ナゲッツにトレード) | ミズーリ大学                                            |
| 28     | イアン・マイミ           | PF/C       | C       | フランス       | サンアントニオ・スパーズ                                                                   | STBル・アーヴル (フランス)                              |
| 29     | ウェイン・シミエン       | PF         | C       | アメリカ合衆国 | マイアミ・ヒート                                                                           | カンザス大学                                            |
| 30     | デビッド・リー           | PF         | S A C   | アメリカ合衆国 | ニューヨーク・ニックスサンズからスパーズを経由して)                                        | フロリダ大学                                            |

### 2巡目
| 指名順 | 選手名                                     | POS. | 経歴 | 国籍                   | 指名チーム                                                                       | 出身校など                                            |
| ------ | ------------------------------------------ | ---- | ---- | ---------------------- | -------------------------------------------------------------------------------- | ----------------------------------------------------- |
| 31     | サリーム・スタウダマイアー                 | SG   |      | アメリカ合衆国         | アトランタ・ホークス                                                             | アリゾナ大学                                          |
| 32     | ダニエル・ユーイング                       | PG   |      | アメリカ合衆国         | ロサンゼルス・クリッパーズ元はボブキャッツの指名権)                              | デューク大学                                          |
| 33     | ブランドン・バス                           | PF   |      | アメリカ合衆国         | ニューオーリンズ・ホーネッツ                                                     | ルイジアナ州立大学                                    |
| 34     | C・J・マイルズ                             | SG   |      | アメリカ合衆国         | ユタ・ジャズ                                                                     | スカイライン高校 (テキサス州ダラス)                   |
| 35     | リッキー・サンチェス                       | C    | #    | プエルトリコ           | ポートランド・トレイルブレイザーズ                                               | IMGアカデミー フロリダ州                              |
| 36     | エルサン・イルヤソバ                       | F    |      | トルコ                 | ミルウォーキー・バックス                                                         | フェネルバフチェ・ユルケル (トルコ)                   |
| 37     | ロニー・トゥリアフ                         | PF   | C    | フランス               | ロサンゼルス・レイカーズニックスからホークスとボブキャッツを経由して)            | ゴンザガ大学                                          |
| 38     | トラビス・ディーナー                       | PG   |      | アメリカ合衆国         | トロント・ラプターズ (マジックにトレード)                                        | マーケット大学                                        |
| 39     | ボン・ウェイファー                         | SG   |      | アメリカ合衆国         | ロサンゼルス・レイカーズ                                                         | フロリダ州立大学                                      |
| 40     | モンタ・エリス                             | PG   |      | アメリカ合衆国         | ゴールデンステート・ウォリアーズ                                                 | ラニアー高校 (ミシシッピ州ジャクソン)                 |
| 41     | ロコ・ウキッチ                             | PG   |      | クロアチア             | トロント・ラプターズ元はマジックの指名権)                                        | KKスプリト (クロアチア and アドリアリーグ)            |
| 42     | クリス・タフト                             | F/C  |      | アメリカ合衆国         | ゴールデンステート・ウォリアーズクリッパーズからネッツを経由して)                | ピッツバーグ大学                                      |
| 43     | ミレ・イリッチ                             | C    |      | セルビア・モンテネグロ | ニュージャージー・ネッツ                                                         | KK Reflex (セルビア・モンテネグロ and アドリアリーグ) |
| 44     | マルティーナス・アンドリュシュケヴィチュス | C    |      | リトアニア             | オーランド・マジック元はキャブスの指名権)                                        | BCジャルギリス (リトアニア)                           |
| 45     | ルー・ウィリアムズ                         | SG   |      | アメリカ合衆国         | フィラデルフィア・セブンティシクサーズ                                           | サウスグィネット高校 (ジョージア州スネルビル)         |
| 46     | エラゼン・ローベック                       | F/C  | #    | スロベニア             | インディアナ・ペイサーズ                                                         | フォルティトゥード・ボローニャ (イタリア)             |
| 47     | ブレイシー・ライト                         | SG   |      | アメリカ合衆国         | ミネソタ・ティンバーウルブズ                                                     | インディアナ大学                                      |
| 48     | ミカエル・ジェラバル                       | SF   |      | フランス               | シアトル・スーパーソニックス元はグリズリーズの指名権)                            | レアル・マドリード・バロンセスト (スペイン)           |
| 49     | アンドレイ・ブラッチェ                     | F/C  |      | アメリカ合衆国         | ワシントン・ウィザーズ                                                           | サウスケント高校 (コネチカット州)                     |
| 50     | ライアン・ゴメス                           | F    |      | アメリカ合衆国         | ボストン・セルティックス                                                         | プロビデンス大学                                      |
| 51     | ロバート・ウェイリー                       | PF   |      | アメリカ合衆国         | ユタ・ジャズ\|からブルズからロケッツを経由して                                   | ウォルシュ大学                                        |
| 52     | アクセル・エルベレ                         | PF   | #    | ベルギー               | デンバー・ナゲッツ                                                               | レアル・マドリード・バロンセスト (スペイン)           |
| 53     | オリエン・グリーン                         | SG   |      | アメリカ合衆国         | ボストン・セルティックス元はキングスの指名権)                                    | ルイジアナ大学ラファイエット校                        |
| 54     | ディジョン・トンプソン                     | F/G  |      | アメリカ合衆国         | ニューヨーク・ニックス元はヒューストン・ロケッツの指名権)                        | UCLA                                                  |
| 55     | ローレンス・ロバーツ                       | PF   |      | アメリカ合衆国         | シアトル・スーパーソニックス                                                     | ミシシッピ州立大学                                    |
| 56     | アミール・ジョンソン                       | SF   |      | アメリカ合衆国         | デトロイト・ピストンズ                                                           | ウェストチェスター高校 (カリフォルニア州ロサンゼルス) |
| 57     | マルチン・ゴルタット                       | F/C  |      | ポーランド             | フェニックス・サンズマーベリックスからホーネッツを経由して) (マジックにトレード) | ケルン・99ers (ブンデスリーガ(ドイツ))                |
| 58     | ウロシュ・スローカー                       | SF   |      | スロベニア             | トロント・ラプターズ(元はヒートの指名権)                                         | パッラカネストロ・アマトリ・ウーディネ (イタリア)     |
| 59     | ジェンク・アキョル                         | PG   | #    | トルコ                 | アトランタ・ホークス元はスパーズの指名権)                                        | エフェス・ピルゼンS.K. (トルコ)                       |
| 60     | アレックス・アッカー                       | SG   |      | アメリカ合衆国         | デトロイト・ピストンズ (ジャズからサンズを経由して)                              | ペパーダイン大学                                      |

## ドラフト外入団の主な選手
- アラン・アンダーソン (SF), ミシガン州立大学
- ケレンナ・アズバイク (SG), ケンタッキー大学
- ウィル・バイナム (PG), ジョージア工科大学
- スティーブン・グラハム (SG), オクラホマ州立大学
- チャック・ヘイズ (PF), ケンタッキー大学
- ドウェイン・ジョーンズ (PF), セントジョセフ大学
- ジョン・ルーカス3世 (PG), オクラホマ州立大学
- ロニー・プライス (PG), ユタバレー大学
- シャブリック・ランドルフ (PF), デューク大学